# Cursdorf
Cursdorf è un comune di 594 abitanti della Turingia, in Germania.
Appartiene al circondario di Saalfeld-Rudolstadt ed è amministrato dalla Verwaltungsgemeinschaft Schwarzatal.